# أناليس ميشيل
ولدت أناليس ميشيل في إحدى بلدات مقاطعة بافاريا الألمانية عام 1952 لعائلة كاثوليكية متدينة وعاشت حياة طبيعية حتى سن السادسة عشر حيث ظهرت عليها فجأة بعض الأعراض الغريبة كالأرتجاف الشديد وعدم السيطرة على حركات بعض أجزاء جسمها، لذلك قام والديها بأدخالها إلى المستشفى لتلقي العلاج اللازم ولكن حالتها استمرت بالتدهور وبدأت تشاهد اطياف لوجوه غريبة تحدق بها وتسمع اصواتا وصرخات مرعبة في رأسها تقول لها بأنها «ستحترق في جهنم».
خلال جلسات العلاج النفسية أخبرت أناليس طبيبها بأن جسدها مسكون وأن الاصوات الغريبة بدأت تأمرها بتأدية بعض الأعمال التي لا تود القيام بها، لكن طبيبها فسر كلامها على أنه مجرد هلوسة مما جعل أناليس تفقد الأمل في العلاج الطبي وبدأت تلتمس الحصول عليه عن طريق جلسات طرد الأرواح الكنسية.
قام والديها بالالتماس لدى عدة قساوسة للقيام بعملية إخراج الجن من جسدها، إلا أن طلبهم قد رُفض مرتين وذلك لأن للكنيسة معايير خاصة للأعتراف بأن شخصا ما قد مسه الجن. ومن أهم هذه المعايير أو الشروط هو أن يبدي الشخص كرها شديدا ونفورا عميقا من الرموز الدينية، أو أن يتكلم بلغة أجنبية ليس له أو لأي شخص من عائلته أي إلمام بها أو أن يحوز على قوى خارقة غريبة.
بدأت حالة أناليس تسوء أكثر، اخذت تسب وتشتم افراد عائلتها وتعض من يحاول الاقتراب منها كما بدأت تمتنع عن تناول الطعام لأن الجن الذي يسكنها يمنعها من ذلك وصارت تمزق ملابسها وتنام على الأرضية وتلتهم العناكب والذباب، وأصبحت تصرخ بهستيرية لساعات وتحطم أي صليب تقع يدها عليه وتمزق صور المسيح وتكسر أواني الزهور والورود كما أنها بدأت تحاول قضم أجزاء من جسدها وتتبول على أرضية الغرفة وتشرب بولها احيانا،
نظرا لسوء حالتها، وافقت الكنيسة أخيرا على إجراء جلسات لطرد الجن من جسدها وخلال عامي 1975 – 1976 تم إجراء جلسة أو جلستين أسبوعيا لأناليس التي اخبرتهم خلال هذه الجلسات بأن جسدها مسكون من قبل ستة أرواح شريرة أو أكثر من بينها روح قابيل ونيرون وهتلر.
رغم ان أناليس بدأت تشعر ببعض الراحة بعد جلسات الكنيسة، إلا أنها لم تشفَ تمامًا وكانت تتعرض بصورة مستمرة إلى نوبات هستيرية شديدة تشبه الصرع يتجمد جسمها خلالها كالمصاب بالشلل وتفقد الوعي، استمرت جلسات طرد الجن في الكنيسة لعدة أشهر وغالبا كان يحضرها نفس الاشخاص المكونين من القساوسة ووالدا أناليس واحيانا بعض المصلين. قام القساوسة بتسجيل وقائع الجلسات على 40 شريطا صوتيا خلال فترة عشرة أشهر وكانت أناليس أحيانا تخرج عن السيطرة خلال الجلسات مما يحتاج لثلاثة رجال اقوياء ليسيطروا عليها رغم ان وزنها أصبح لا يتعدى الأربعين كيلوغرامًا واحيانا كانوا يضطرون لتقييدها بالسلاسل.
أجريت آخر جلسة في 30 تموز 1976 وكانت أناليس خلال هذه الفترة قد انهكت تماما حيث كانت تعاني من ذات الرئة ومن حمى شديدة كما كانت قد أمست في منتهى الضعف والنحول جراء امتناعها عن تناول الطعام لفترة طويلة وكانت آخر جملة لها خلال جلستها الأخيرة هي «اتوسل من اجل المغفرة»، وفي مساء ذلك اليوم التفتت أناليس إلى امها للمرة الأخيرة وقالت بصوت متهدج «اماه، اني خائفة» وكانت هذه هي آخر كلماتها إذ فارقت الحياة في نفس الليلة.
قامت الشرطة بأعتقال القسيين اللذين اجريا جلسات طرد الجن وكذلك والدي أناليس بتهمة الإهمال المؤدي إلى الموت فحسب تقرير الشرطة فأن السبب الرئيسي لموت أناليس كان الجوع نتيجة امتناعها عن تناول الطعام وخلصت الشرطة بأنه لو تم اجبار أناليس على تناول الطعام قبل اسبوع من وفاتها لكان بالأمكان تفادي موتها، أثناء المحاكمة قالت اخت أناليس بأن شقيقتها الراحلة كانت تكره المستشفى لأنهم يجبروها على تناول الادوية والطعام كما تم عرض بعض الاشرطة التي سجلت لأناليس خلال جلسات الكنيسة والتي تحوي على بعض الجمل أو العبارات الغريبة ومنها على سبيل المثال حوار اشبه بالجدال بين اثنين من الجن حول ايهم عليه ترك جسد أناليس اولا وكانا يتكلمان بصوت رجولي وبلهجة غريبة. إلا ان الطبيب النفسي الذي جلبته المحكمة ليحلل علميا حالة أناليس قال انها كانت تعاني من حالة اضطراب نفسي شديد وانه كان من الممكن انقاذها من الموت لو تم احضارها إلى المستشفى قبل اسبوع من وفاتها وبناء على ذلك فقد وجدت المحكمة والدا أناليس وكذلك القساوسة مذنبين وحكمت عليهم بستة أشهر من السجن مع التعليق لكل منهم.و بعد وفاتها أصبحت أناليس بمثابة القديسة في نظر الكثيرين وأصبح قبرها مزارا للكثير من الزوار كما أن حياتها وقصتها أصبحت مثار اهتمام كبير وتم تصوير عدة أفلام مستوحاة من قصتها لعل اشهرها هو الفيلم الأمريكي طرد الأرواح من إيميلي روز.

## وصلات خارجية
https://web.archive.org/web/20131113132320/http://www.moviesonline.ca/real-story-anneliese-michel-exorcism/

## روابط خارجية
- أناليس ميشيل على موقع ميوزك برينز (الإنجليزية)
- أناليس ميشيل على موقع ديسكوغز (الإنجليزية)
- أناليس ميشيل على موقع أول موفي.
- Comparison of the true story and the film at Chasing the Frog
- Q&A on the film with screenwriters Scott Derickson and Paul Harris Boardman
- Sony Pictures - The Exorcism of Emily Rose

قالب:Scott Derrickson
قالب:Saturn Award for Best Horror Film 1991–2010